# Richards Island
Richards Island (Wyspa Richardsa) – kanadyjska śródlądowa wyspa rzeczna, położona w delcie rzeki Mackenzie, u ujścia do Morza Beauforta. Powierzchnia 2165 km². Wyspa jest nizinna, panuje na niej klimat subpolarny, występuje roślinność tundrowa. Wyspa nie jest trwale zamieszkana.